# Ответный удар (фильм, 1957)
«Ответный удар» (фр. Retour de manivelle) — художественный фильм совместного производства Франции и Италии, снятый в 1957 году режиссёром Дени де Ла Пательером по детективному роману Джеймса Хедли Чейза There is always a price tag (озаглавленный в русском переводе: «Всё имеет свою цену», «Ценник всегда найдется», «Ловушка мертвеца»). Другие названия фильма: «Поворот ручки», «Поворот дверной ручки», «Ответная отдача».

## Сюжет
1957 год, Лазурный берег. Молодой безработный художник Робер Монтийон на выходе из казино спасает пьяницу, едва не попавшего под машину. Робер помогает ему добраться до его роскошной виллы, и этот человек, Макс Фременже, оказавшийся солидным предпринимателем, предлагает ему должность секретаря-водителя, которую Робер принимает. В ту же ночь Робер становится свидетелем выяснения отношений между своим новым боссом и презирающей его женой Элен. А немного спустя она приходит в его комнату и приказывает ему как можно скорее покинуть её дом. Однако Робер, получив от Макса оплату вперёд за шесть месяцев, решает остаться. А через два дня Макс Фременже, разорённый недобросовестным партнёром Шарлем Бабеном и отстранённый от дел, в присутствии Робера объявляет Элен о своем намерении свести счёты с жизнью. Но прежде, чем пустить себе пулю в голову, он советует жене выдать его самоубийство за преступление, чтобы она могла получить крупную страховую сумму. Элен изобретает сложную схему, чтобы показать, что её муж был убит одним из его врагов. С целью привлечения в соучастники простодушного Робера, она становится его любовницей, а затем нанимает горничной девушку Жанну для обеспечения его алиби и подтверждения того, что её муж всё ещё скрывался в доме от своих кредиторов, в то время как его тело уже хранилось в морозильной камере. Однажды вечером Робер сталкивает машину своего босса в овраг и прячет его труп в кустарнике. Благодаря показаниям Жанны, комиссар Плантавен делает вывод о невиновности Элен и Робера. Тогда же появляется Бабен, чтобы отыскать важные документы, и Элен приходит идея представить его убийцей мужа. Она назначает с ним встречу и просит Робера инсценировать покушение на её жизнь. Но, задетый резкими словами в свой адрес, любовник слишком сильно её ударяет и нечаянно убивает… Отследив Бабена, Плантавен обнаруживает тело Элен и задерживает Робера, в пользу которого, как выясняется, изменён получатель страховки, а из её условий исключено положение о самоубийстве. Робер обвинён в двойном убийстве.

## Комментарий[какой?]к фильму
Фильм Дени де Ла Пательера — одна из порядка двадцати французских экранизаций детективов Джеймса Хедли Чейза, основная часть которых приходится на период между 1956 годом с L’Homme à L’Imperméable (Человек в плаще) Жюльена Дювивье и 1975 годом с La Chair de l’orchidée (Плоть орхидеи) Патриса Шеро. В то время как местом действия оригинального романа является Лос-Анджелес, Ла Пательер перенёс его на Лазурный берег с коротким началом в Каннах и на Вилле Эфрусси-де-Ротшильд, расположенной на Сен-Жан-Кап-Ферра.
Для Мишель Морган, находящейся в то время на пике славы, «Ответный удар» стал поворотным моментом в её карьере, прежде хрупкой и ранимой, воплотившей некоторых исторических героинь, таких как Жанна д’Арк или Мария-Антуанетта. Её новый образ роковой женщины из чёрной серии был, в частности, подчёркнут кинокритиком Робером Шазалем (фр. Robert Chazal), который в газете Paris-Presse 19 сентября 1957 года написал:

Мы с удивлением видим, как её взгляд может стать жёстким, её рот презрительным, а её голос жестоким.Оригинальный текст (фр.)On est étonné de voir comment ses yeux peuvent devenir durs, sa bouche méprisante et sa voix cruelle.
Помимо ещё трёх звёзд кино, Даниэля Желена, Петера ван Эйка и Бернара Блие, фильм также отмечен первым появлением на экране молодой актрисы, которая скоро достигнет международной известности: Мишель Мерсье.

## Съёмочная группа
- Режиссёр : Дени де Ла Пательер, асс. Клод Осе (фр. Claude Hauser)
- Сценарий : Дени де Ла Пательер по роману Джеймса Хедли Чейза There is always a price tag (1956)
- Диалоги : Мишель Одьяр
- Исполнительный продюсер : Андре Кюльте (фр. André Cultet)
- Продюсер : Жан-Пьер Гибер (фр. Jean-Paul Guibert)
- Оператор-постановщик : Пьер Монтазель (фр. Pierre Montazel)
- Композитор: Морис Тирье (фр. Maurice Thiriet)
- Художник-постановщик.: Поль-Луи Бутье (фр. Paul-Louis Boutié)

## В ролях
- Мишель Морган : Элен Фременже, жена Эрика
- Даниэль Желен : Робер Монтийон, художник, нанятый в качестве шофёра
- Петер ван Эйк : Эрик Фременже, прокурист алкогольной компании
- Бернар Блие : комиссар Плантавен
- Мишель Мерсье : Жанна, нанятая Элен в качестве горничной
- Франсуа Шометт : Шарль Бабен, заместитель Фременже в компании